# Nueva Vizcaya (Mexiko)

Lage von Nueva Vizcaya im spanischen Mexiko von 1819

Nueva Vizcaya (deutsch: Neu-Bizkaia) war von 1562 bis 1821 eine Provinz in Neuspanien, dem spanischen Kolonialreich im heutigen Mexiko. Sie umfasste in etwa die Fläche der heutigen mexikanischen Bundesstaaten Chihuahua, Durango und Teile von Coahuila.

## Entstehung
Im Rahmen der Conquista eroberten spanische Truppen unter Nuño Beltrán de Guzmán ab 1530 den Westen und Norden des heutigen Mexiko. Guzmán gründete Guadalajara (Mexiko); das weitgehend unerschlossene Gebiet erhielt zunächst den Namen Nueva Galicia (deutsch: Neu-Galicien).
Francisco de Ibarra setzte die Eroberung Richtung Norden fort; er folgte den Silbervorkommen im heutigen Zacatecas und gab dem neueroberten Gebiet 1562 zu Ehren seiner baskischen Heimat den Namen Nueva Vizcaya. Die Region wurde von einem Gouverneur regiert, Verwaltungssitz wurde Victoria de Durango; der Gouverneur unterstand der Verwaltung und Rechtsprechung der Real Audiencia von Guadalajara. Die Provinz war Bestandteil des Vizekönigreichs Neuspanien.

## Kolonisation
Von Nueva Vizcaya aus erfolgte die spanische Eroberung und Besiedlung von New Mexico, Sonora und Sinaloa. Dabei setzten die Spanier in erster Linie auf Missionssiedlungen von Ordensgemeinschaften wie dem Jesuitenorden oder dem Franziskanerorden.

## Bourbonische Reformen
Ab 1777 erneuerte José de Gálvez y Gallardo das spanische Kolonialreich von Grund auf. Die Vizekönigreiche sollten in überschaubarere Einheiten, Intendancias, aufgeteilt werden, die Verwaltung dezentralisiert werden.
Nueva Vizcaya sollte administrativ und militärisch vom Vizekönigreich abgetrennt werden und als Generalkommandantur der Inneren Provinzen (spanisch: Comandancia General de las Provincias Internas) getrennt geführt werden. Als Leiter wurde Theodor de Croix ernannt. Da Nueva Vizcaya finanziell vom Rest des Vizekönigreiches abhängig blieb, ließ sich die Trennung nie so vollziehen wie geplant.

## Reorganisation
1787 errichtete Spanien eine eigene Intendanz in Durango, eine weitere folgte 1788 in Arizpe, Sonora. Die Zweiteilung setzte sich fort mit der Gründung zweier Kommandanturen, die bis 1804 Bestand hatten. Hier erfolgte eine vollständige Neuordnung des Vizekönigreiches in Distrikte, deren Generalkommandanten direkt an den Vizekönig berichteten.

## Unabhängigkeit
Im Mexikanischen Unabhängigkeitskrieg war Nueva Vizcaya umkämpft. Hinzu kam, dass die Indianervölker den Zusammenbruch des spanischen Tribut- und Kontrollsystems nutzten, um ihrerseits Aufstände gegen die Europäer zu wagen.
Nach Erreichen der mexikanischen Unabhängigkeit blieb Nueva Vizcaya zunächst eine eigene Provinz Mexikos, wurde aber 1824 in die Bundesstaaten Chihuahua und Durango aufgeteilt.